# Sony Dynamic Digital Sound

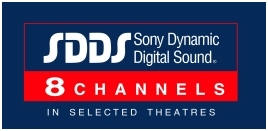
SDDS de 8 Canais; este logotipo é utilizado quando todos os 8 canais como oposição ao costume de seis.

.

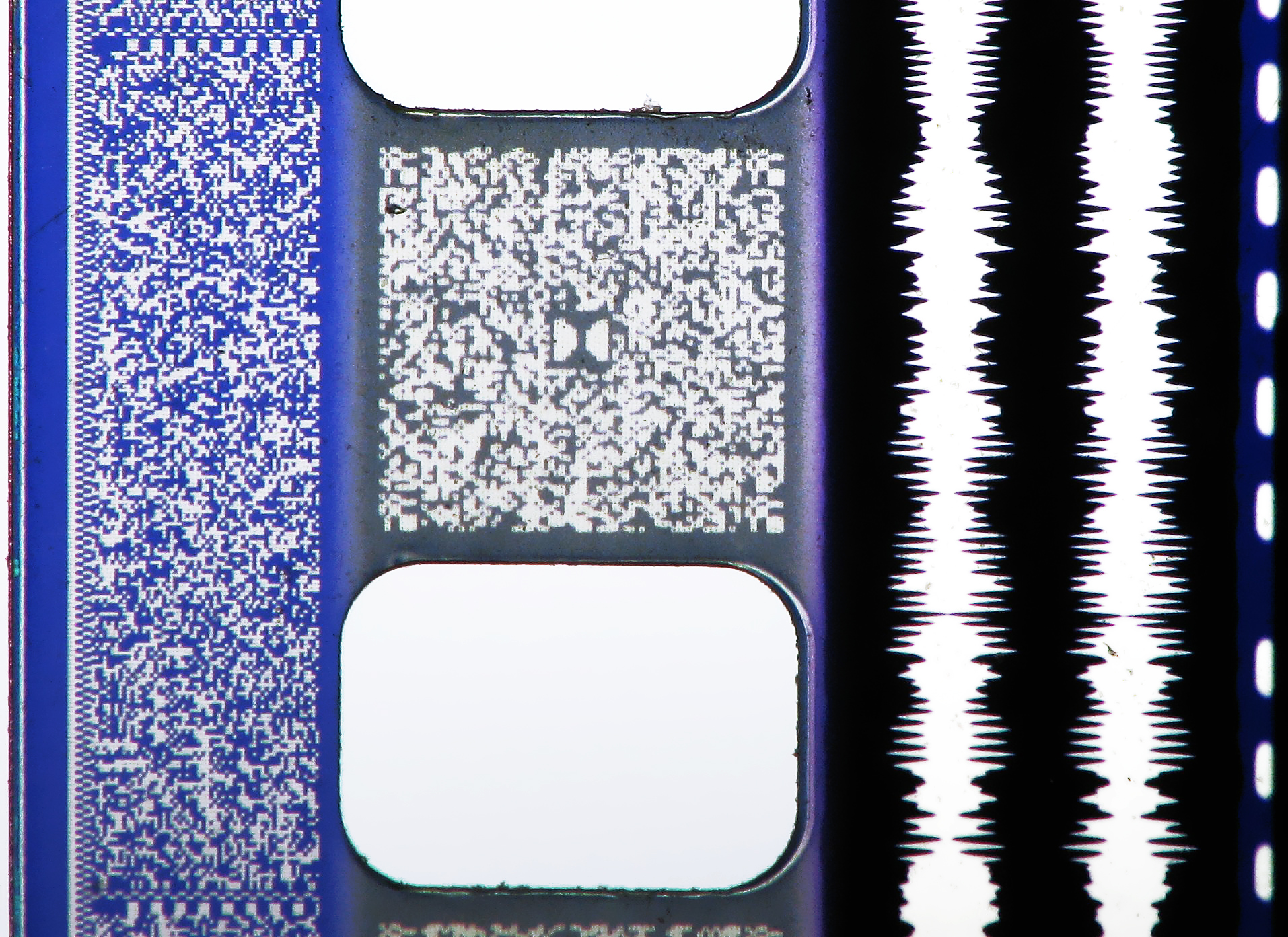
Foto de uma película de 35 mm de impressão com todos os quatro formatos de áudio (ou "quad track")- da esquerda para a direita: SDDS (área azul à esquerda da área dentada), Dolby Digital (área cinzenta entre as perfurações com o logotipo Dolby "Double-D" meio), som optico analógico (as duas linhas em branco à direita dos furos de roda dentada), e o código do tempo do áudio DTS (linha tracejada na extrema direita)

Sony Dynamic Digital Sound (em Japonês: ソニーダイナミックデジタルサウンド Hepburn: Sonī Dainamikku Dejitaru Saundo, abreviado para SDDS)
é um sistema de som para cinemas, desenvolvido pela Sony. Som digital comprimido que é gravado nas extremidades da película de 35mm. O sistema suporta até oito canais independentes de som: cinco canais frontais, dois canais de som surround e um único canal de sub-graves. O sistema de oito canais é semelhante a sistemas de som magnéticos de 70 mm como o Cinerama e Cinemiracle. Os cinco canais frontais são úteis para grande cinema, auditórios, onde a distância angular entre o centro e a esquerda/direita canais podem ser consideráveis. SDDS decodificadores de fornecer a capacidade de downmix para menos canais, se necessário.
Veja também a Lista de 8 canais SDDS de filmes.

## Técnico

SDDS canal arranjo com 5 canais frontais, 2 canais de som surround e um canal de subwoofer ou "5/2.1".

- Formato Original usado: 8 mícrons (micrómetros) praça de dados bits, 16 bits por canal de áudio de 8 canais de áudio, 2 relógio de faixas, 2 guia de faixas para o alinhamento com o filme.
- Formato Final utilizado: 24 micrómetros praça bits de dados.

## Leitor

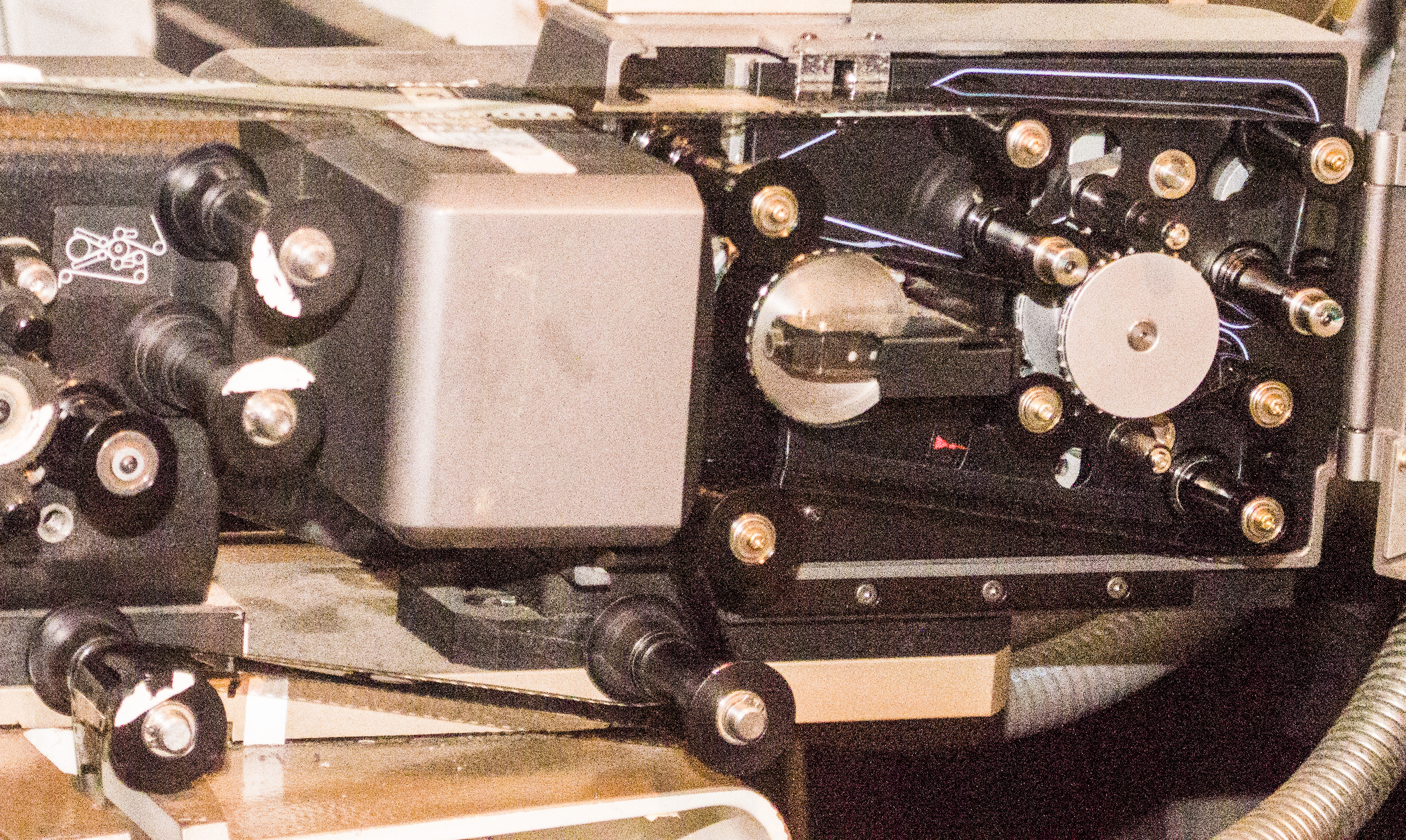
A Sony DFP-R2000 SDDS leitor montado em um Norelco AAII projetor, com o filme de rosca.

O leitor é montado em cima de um projetor 35mm. O filme é colocado através do leitor antes que ele passa a imagem de abertura.  

## Decodificador
O decodificador SDDS é instalado no equipamento de som rack. O descodificador recebe as informações do leitor e as converte em sinais de áudio encaminhado para o cinema de alta potência. O decodificador é responsável por uma série de processos que devem ser executadas antes que o áudio é recuperado. Ao lado, os erros causados por riscos ou danos para o filme são corrigidos usando redundante de erro de recuperação de dados. SDDS é projetado para processar som inteiramente no domínio digital, ignorando qualquer analógico existente.